# Championnats du monde de tir à l'arc 1952
Navigation
Édition précédente Édition suivante
Les championnats du monde de tir à l'arc 1935 sont une compétition sportive de tir à l'arc organisés en 1952 à Bruxelles, en Belgique. Il s'agit de la quinzième édition des championnats du monde de tir à l'arc.